# Deohako Corona
Deohako Corona est une corona, formation géologique en forme de couronne, située sur la planète Vénus par -67,5° S et 118° E. Elle est localisée dans le quadrangle de Fredegonde. Elle a été nommée en référence à Deohako, esprit Iroquois de la récolte. 

## Géographie et géologie
Deohako Corona couvre une surface circulaire d'environ 300 km de diamètre. 